# Пожарање (Врапчиште)
Пожарање (мкд. Пожаране) је насеље у Северној Македонији, у северозападном делу државе. Пожарање припада општини Врапчиште.

## Географија
Насеље Пожарање је смештено у северозападном делу Северне Македоније. Од најближег већег града, Гостивара 8 km северно.
Пожарање се налази у горњем делу историјске области Полог. Насеље је положено на брдима западно од Полошког поља. Источно од насеља пружа се поље, а западно се издиже главно било Шар-планине. Надморска висина насеља је приближно 900 метара.
Клима у овом селу је планинска због знатне надморске висине.

## Историја
Постојао је православни храм посвећен Св. Николи у Пожарању крајем 19. века. При њему је служио 1899-1906. године прота Захарије Петровић.
У месту су крајем 19. века четири махале: "Доња" - са православном црквом и српском школом, и ту живи осам породичних задруга. Затим, "Волчовска" - са само једном задругом досељеном из Прошевца, која има "преславу" Атанасов дан; "Горња" - са три задруге, досељене из Радомира, те "Јанковска" - добила име по домаћину једине задруге - Јанку. У свакој махали, коју чине збијене куће постоје две-три чесме са коритом за прање веша. Најбоља вода је била са чесме зване "Пејкевац". Куће су грађене од непечене цигле тзв. илита, а покривене сламом (ржаницом) или црепом (ћерамидом). Свака кућа је лепа са више одаја. Место је насељено са разних стране пре 200-300 година, а најчешће крсне славе су Св. Никола, Петковача, Митровдан, Богородица (Ваведење), Варвара и Св. Ђорђе. изузев Волчовске, остале махале ("мале") имаја преславу - Св. Спаса.
Између 1836-1895. године ту није било никакве школе, а децу су код својих кућа описмењавали свештеници. Најстарији познат такав приватни учитељ био је поп Анђел Ђурковић. Он је ђаке учио старој српској азбуци и словенском читању - Часловца и Псалтира. Након његове смрти пароси су били: поп Лазар из Тетова, па поп Исаија родом из Битуше. Деца су тада почела да похађају школу у Галати. По доласку новог свештеника стварају се услови за отварање српске школе у месту. Заузимањем за ту ствар прота Захарија Петровића и Петра Мирчевића добијена је царска дозвола за рад школе. Било је то 1895. године када су купили кућу од Андона и претворили је у школско здање. Први учитељ био је Теофило Караџић родом из Галичника. Када је овај по молби премештен школске 1897-1898. године, дошао је нови учитељ Лазар Ђорђевић, дотле побушки. Школу похађају 40-50 ђака, оба пола. Учитељ Теофило је иначе одредио место на којем ће се изградити ново школско здање. Ту је 1899. године при српској школи по први пут прослављена школска слава светитељ српски Сава. Домаћин школски био је газда Сима Билбиловић, а за идуће одређен газда Петар Мирчевић. Светосавску беседу је изговорио сеоски учитељ поменути Лазар. Домаћин школске славе био је 1906. године Андреја Јовановић.

## Становништво
Пожарање је према последњем попису из 2002. године имало 26 становника.
Претежно становништво у насељу су етнички Македонци (85%), а у мањини су Албанци.
Већинска вероисповест је православље, а мањинска је ислам.